# Nowy Widok
Nowy Widok – część wsi Wola Rożkowa w Polsce, położona w województwie łódzkim, w powiecie radomszczańskim, w gminie Kobiele Wielkie.
W latach 1975–1998 Nowy Widok administracyjnie należał do województwa piotrkowskiego.